# فلیکس بریچ
فلیکس بریچ (به آلمانی: Felix Brych) (زاده ۳ اوت ۱۹۷۵) داور فوتبال اهل کشور آلمان است.
وی در سال ۲۰۰۷ وارد لیست فیفا شده‌است و سابقه قضاوت در جام کنفدراسیون‌های ۲۰۱۳ و بازی‌های المپیک تابستانی ۲۰۱۲ را دارد، وی یکی از داوران جام جهانی فوتبال ۲۰۱۴ و مسابقات جام ملتهای اروپا ۲۰۲۰ نیز می‌باشد.
او در سال ۱۳۸۶ مسابقه دربی استقلال و پرسپولیس در ورزشگاه آزادی را قضاوت کرد که این مسابقه با نتیجه تساوی ۱–۱ به پایان رسید.